# Mountain Home (Arkansas)
Mountain Home ist eine Stadt im Baxter County im US-amerikanischen Bundesstaat Arkansas. Das U.S. Census Bureau hat bei der Volkszählung 2020 eine Einwohnerzahl von 12.825 ermittelt. Mountain Home ist Sitz der Countyverwaltung (County Seat). Das Stadtgebiet hat eine Größe von 27,5 km².

## Geographie
Mountain Home liegt bei den geographischen Koordinaten 36°20'10" nördliche Breite und 92°22'56" westliche Länge. Die Stadt befindet sich im Baxter County und ist dessen Verwaltungssitz. Sie ist Teil der südlichen Ozark Mountains, einer Region, die für ihre natürliche, hügelige Landschaft bekannt ist. Die Ozark Mountains sind eine bedeutende physiogeographische, geologische und kulturelle Region in den zentralen Vereinigten Staaten, die sich über die südliche Hälfte von Missouri und einen großen Teil des nordwestlichen und zentralen nördlichen Teils von Arkansas erstreckt.
Mountain Home befindet sich auf dem Salem Plateau, dem größten Plateau in Arkansas, das nach Salem (Missouri), benannt ist. Dieses Plateau ist Teil der Ozark Mountains und zeichnet sich durch eine sanft hügelige Landschaft aus Kalkstein, Dolomit und Schiefer auf ausgedehnten Ebenen aus. Dies führt zu einer Vielzahl von Karsterscheinungen wie Höhlen, Dolinen und natürlichen Tunneln. Die Ozark Mountains, auch als Ozark-Plateau oder Ozark-Plateaus bekannt, sind im Allgemeinen als gehobene, ebene Plateaus charakterisiert, die aus paläozoischen Gesteinen bestehen. Flüsse haben Täler in diese Plateaus geschnitten, und in einigen Fällen ist die Plateauoberfläche nur als die flachen Gipfel der Berge auf ähnlichen Höhen sichtbar.
Die geographische Lage von Mountain Home ist auch durch die Nähe zu mehreren bedeutenden Wasserwegen und Seen gekennzeichnet, die es zu einem beliebten Ziel für Angler und Bootsfahrer machen. Die Stadt ist nur eine kurze Fahrt von drei wichtigen Flüssen entfernt: dem Buffalo National River, dem White River und dem North Fork River. Diese Flüsse sind besonders bekannt für ihre hervorragenden Bedingungen zum Forellenfischen. Zusätzlich befindet sich Mountain Home in der Nähe von zwei großen Seen: dem Norfork Lake und dem Bull Shoals Lake, die beide vielfältige Freizeitmöglichkeiten bieten.
Das Klima in Mountain Home ist feucht-subtropisch, was bedeutet, dass die Stadt vier deutlich ausgeprägte Jahreszeiten erlebt. Die Sommer sind lang und feucht, während die Winter kurz und kühl sind. Die durchschnittliche jährliche Niederschlagsmenge beträgt etwa 1036 Millimeter, wobei der meiste Niederschlag im Mai fällt.

## Geschichte

### Frühe Besiedlung und Gründung
Die Region, die heute als Mountain Home bekannt ist, wurde ursprünglich von den Osage-Indianern bewohnt. Die ersten europäischen Erkundungen fanden im frühen 19. Jahrhundert statt, und bald darauf folgten die ersten Siedler. Einer der ersten bekannten weißen Siedler in der Gegend war Henry Rapp, nach dem die Gegend ursprünglich als Rapp’s Barren bekannt war. Der Name „Barren“ bezog sich auf das offene, baumarme und scheinbar unfruchtbare Land, das die ersten Siedler vorfanden.
Im Jahr 1857 wurde das Postamt von Mountain Home eingerichtet, und der Name „Mountain Home“ wurde offiziell angenommen, was den Beginn der formalen Gemeinde markierte. Dieser Name wurde gewählt, um die natürliche Schönheit der umgebenden Landschaft widerzuspiegeln und den negativen Konnotationen des Wortes „Barren“ entgegenzuwirken.
Eine Schlüsselfigur in der frühen Geschichte von Mountain Home war Orrin Dodd, der manchmal als „Vater von Mountain Home“ bezeichnet wird. Er zog in den 1850er-Jahren nach Mountain Home und besaß eine Plantage sowie etwa 30 Sklaven. Dodd war bei weitem der reichste Mann in der Gegend und besaß ein 30 Zimmer großes Herrenhaus, das auf dem Dodd Hill stand und über die Stadt blickte.
Während des Amerikanischen Bürgerkriegs war die Region Schauplatz von Guerillakämpfen und Überfällen, und die Gemeinde litt unter den Auswirkungen des Konflikts. Die Mountain Home Male and Female Academy, eine wichtige Bildungseinrichtung, wurde während des Krieges geschlossen und später durch Kriegseinwirkungen beschädigt.
Nach dem Bürgerkrieg begann der langsame Wiederaufbau von Mountain Home. Die Stadt wurde am 2. Juli 1888 offiziell inkorporiert. Die Inkorporation markierte einen Wendepunkt, da die Stadt begann, eine formellere Struktur und Regierung zu entwickeln, die es ihr ermöglichte, weiter zu wachsen und sich zu entwickeln.

### Bildung und Wachstum
Die Bildungsgeschichte von Mountain Home beginnt mit der Gründung der Mountain Home Male and Female Academy im Jahr 1853. Diese Institution spielte eine zentrale Rolle in der frühen Bildungslandschaft der Stadt. Trotz der Schließung während des Bürgerkriegs wurde die Akademie nach dem Krieg wieder aufgebaut und trug zur Erholung der Stadt bei.
Im späten 19. Jahrhundert wurde die Bildung weiter durch die Gründung des Mountain Home Baptist College im Jahr 1893 verstärkt. Dieses College, auch bekannt als „Gem of the Ozarks“, wurde unter der Schirmherrschaft der White River Baptist Association gegründet und zielte darauf ab, eine „gesunde und christliche“ Ausbildung zu bieten. Das College bot eine Vielzahl von Kursen an, darunter Geschichte, Französisch, Griechisch und berufliche Kurse wie Kurzschrift und Maschinenschreiben. Der Schwerpunkt lag jedoch auf der Lehrerausbildung, insbesondere nachdem die Arkansas General Assembly 1893 ein Lehrerzertifizierungsgesetz verabschiedet hatte. Trotz seines Beitrags zur Bildungsgemeinschaft musste das College 1933 aufgrund finanzieller Schwierigkeiten während der Depression schließen.
Die Bildungslandschaft in Mountain Home erweiterte sich mit der Gründung der Arkansas State University-Mountain Home (ASUMH) im Jahr 1995. Diese Institution bietet eine breite Palette von Studiengängen und hat sich zu einem wichtigen Bildungszentrum in der Region entwickelt. Die ASUMH stellt Bildungsmöglichkeiten bereit, die sowohl auf den Erwerb von Abschlüssen als auch auf die berufliche Bildung ausgerichtet sind.
Parallel zur Entwicklung der Bildungseinrichtungen hat Mountain Home auch ein signifikantes wirtschaftliches Wachstum erlebt. Die Stadt ist ein anerkanntes touristisches Ziel und ein idealer Ort zum Leben und Arbeiten. Die Wirtschaft von Mountain Home profitiert von einer diversifizierten Basis von Industrien und Dienstleistungen, die Arbeitsplätze in verschiedenen Sektoren bieten, von der Gesundheitsversorgung über die Fertigung bis hin zum Tourismus.
Die Stadt zieht auch über 250.000 Arbeitskräfte aus einem Umkreis von über 88 Kilometer und sieben umliegenden Landkreisen an. Zu den größten Arbeitgebern gehören das Baxter Regional Medical Center und verschiedene Fertigungsunternehmen, die zusammen über 4.500 Arbeitsplätze bieten.

### Entwicklung ab dem 20. Jahrhundert
Zu Beginn des 20. Jahrhunderts war Mountain Home eine kleine, überwiegend landwirtschaftlich geprägte Gemeinde. Die lokale Wirtschaft basierte hauptsächlich auf der Landwirtschaft, wobei Baumwolle und Mais als Hauptanbauprodukte dienten. Die natürliche Attraktivität der Stadt machte sie zu einem potenziellen Ziel für Touristen.
Die Errichtung von Bahnhöfen in den benachbarten Städten trug wesentlich zur wirtschaftlichen Entwicklung der Region bei. Obwohl Mountain Home nicht direkt an einer großen Eisenbahnlinie lag, profitierte die Stadt indirekt von der Nähe zu Städten, die durch die Eisenbahn erschlossen wurden. Dies erleichterte den Transport von Gütern und förderte den Handel.
Ein Wendepunkt in der Geschichte von Mountain Home war der Bau der Dämme Bull Shoals und Norfork in den 1940er- und 1950er-Jahren. Diese Projekte waren Teil eines größeren Bundesprogramms zur Energiegewinnung und Hochwasserkontrolle. Viele Arbeiter, die an den Dämmen bauten, siedelten sich in Mountain Home an, was zu einem Bevölkerungswachstum und zur Entwicklung der lokalen Infrastruktur führte.
Die Dämme hatten auch einen erheblichen Einfluss auf die Entwicklung des Tourismus in der Region. Die durch die Dämme entstandenen Seen, Norfork Lake und Bull Shoals Lake, wurden zu beliebten Zielen zum Angeln, Bootfahren und anderen Freizeitaktivitäten. Dies zog Touristen aus verschiedenen Teilen der Vereinigten Staaten an und führte zur Entstehung zahlreicher touristischer Einrichtungen, darunter Hotels, Ferienhäuser und Campingplätze.
Die Bildung spielte ebenfalls eine wichtige Rolle in der Entwicklung von Mountain Home. Die Gründung des Mountain Home Baptist College im Jahr 1893 und dessen Betrieb bis in die 1930er-Jahre trugen zur kulturellen und sozialen Entwicklung der Stadt bei. Obwohl das College schließlich schloss, hinterließ es eine dauerhafte Wirkung auf die Gemeinde. Darüber hinaus hat die Stadt eine reiche Kulturszene, die durch lokale Musikveranstaltungen, die jährliche Baxter County Fair und andere Gemeinschaftsaktivitäten bereichert wird.
Gegen Ende des 20. Jahrhunderts erlebte Mountain Home weiteres Wachstum und Modernisierung. Die Stadt entwickelte sich zu einem Zentrum für Gesundheitsdienstleistungen und Bildung, unterstützt durch Einrichtungen wie das Baxter Regional Medical Center und die Erweiterung der Bildungsangebote durch die Arkansas State University-Mountain Home (ASUMH), die 1995 gegründet wurde. Die 2010er-Jahre sahen bedeutende Fortschritte im Bildungsbereich von Mountain Home. Ein herausragendes Ereignis war die Eröffnung des Vada Sheid Community Development Center im Jahr 2010 auf dem Campus der ASUMH. Dieses 6.000 Quadratmeter große Zentrum beherbergt das Ed Coulter Performing Arts Center und bietet Räumlichkeiten für Konferenzen, Konzerte und andere Veranstaltungen. Die ASUMH selbst setzte ihre Entwicklung fort, mit einem wachsenden Angebot an Studiengängen und einer steigenden Studentenzahl.
Die 2010er-Jahre brachten unter anderem kulturelle und soziale Entwicklungen. Die Einführung des „Entertainment Districts“ in der Innenstadt von Mountain Home ermöglichte es Erwachsenen, alkoholische Getränke in einem bestimmten Bereich zu konsumieren, was das soziale Leben und die lokale Wirtschaft belebte. Die Stadt feierte auch die Eröffnung des Mountain Home Commercial Historic District, der im Juni 2010 in das National Register of Historic Places aufgenommen wurde.

## Kommunalpolitik
Seit 2019 ist Hillrey Adams Mayor von Mountain Home. Er hat sich auf die Revitalisierung des Stadtzentrums und die Förderung der lokalen Wirtschaft konzentriert, um Mountain Home als lebenswerte Stadt weiterzuentwickeln.
Der Stadtrat von Mountain Home spielt eine entscheidende Rolle bei der Gestaltung der kommunalen Politik. Der Rat besteht aus gewählten Vertretern, die die verschiedenen Ämter der Stadt bekleiden. Diese Vertreter arbeiten zusammen, um Verordnungen und Gesetze zu erlassen, die das tägliche Leben in Mountain Home regeln und die Stadtentwicklung steuern.
Die Stadtverwaltung von Mountain Home hat verschiedene Initiativen ergriffen, um das wirtschaftliche Wachstum zu fördern und Arbeitsplätze zu schaffen. Dazu gehört die aktive Suche nach Fördermöglichkeiten durch den städtischen Grant Writer, derzeit mit Alexa Vork besetzt, der Projekte identifiziert, die die städtischen Dienstleistungen und die Infrastruktur verbessern können, ohne die Steuerzahler unnötig zu belasten.
Mountain Home bietet eine Vielzahl von kommunalen Dienstleistungen, die darauf abzielen, eine hohe Lebensqualität für seine Bewohner zu gewährleisten. Dazu gehören das Bauinspektionswesen, die Straßenverwaltung, der Brandschutz, die Polizei und die Park- und Freizeitabteilung. Diese Dienste sind entscheidend für die Sicherheit, das Wohlbefinden und die Freizeitgestaltung der Bürger.
Die Stadtverwaltung von Mountain Home legt großen Wert auf Bürgerbeteiligung und Transparenz. Regelmäßige Stadtratssitzungen sind öffentlich, und Bürger haben die Möglichkeit, ihre Meinungen und Bedenken zu äußern. Die Stadt nutzt auch digitale Plattformen, um Informationen und Updates zu kommunizieren, was die Bürgerbeteiligung weiter fördert.

## Klima
Die Temperaturen in Mountain Home variieren im Laufe des Jahres erheblich. Im Sommer können sie regelmäßig über 30 °C steigen, wobei die höchsten Temperaturen typischerweise im Juli und August erreicht werden. Die Sommer sind gekennzeichnet durch Hitze und hohe Luftfeuchtigkeit, was zu einem schwülen Klima führt. Im Gegensatz dazu sind die Winter in Mountain Home mild, mit durchschnittlichen Tageshöchsttemperaturen, die selten unter den Gefrierpunkt fallen. Die kältesten Monate sind Dezember und Januar, in denen gelegentlich leichte Schneefälle auftreten können.
Mountain Home erhält eine signifikante Menge an Niederschlag über das ganze Jahr verteilt, mit dem höchsten Niederschlag typischerweise im Frühling und Frühsommer. Die durchschnittliche jährliche Niederschlagsmenge beträgt etwa 1036 Millimeter. Gewitter sind besonders im Frühling und Sommer häufig, wobei einige von ihnen stark ausfallen können. Im Herbst und Winter kann der Niederschlag auch in Form von Schnee und Eis auftreten, obwohl schwere Schneefälle in der Region selten sind.
Mountain Home liegt in einer Region, die gelegentlich von schweren Wetterereignissen betroffen ist, einschließlich Tornados und starken Stürmen. Das Frühjahr ist die aktivste Zeit für solche Ereignisse, wobei das Risiko von Tornados und schweren Gewittern mit starken Winden und Hagel besteht. Die Stadt und die umliegende Region müssen daher auf die Möglichkeit von extremen Wetterereignissen vorbereitet sein.

## Tourismus und Sehenswürdigkeiten

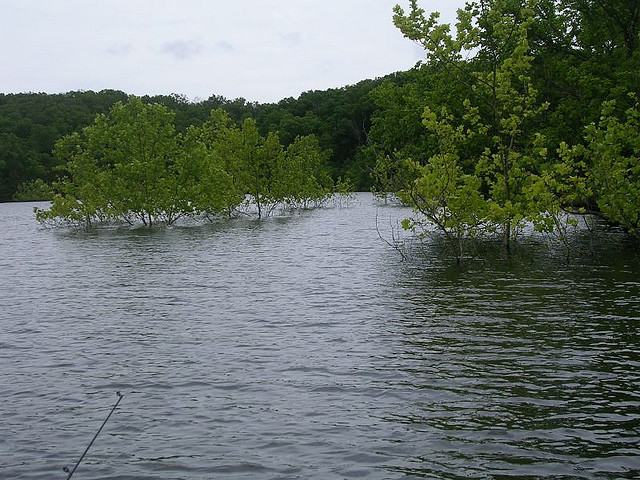
Angeln im Bull Shoals Lake

Mountain Home ist bekannt für seine Lage in der Nähe von zwei großen Seen – dem Norfork Lake und dem Bull Shoals Lake. Diese Seen sind beliebte Ziele für eine Vielzahl von Bootfahrern, Anglern und Wasserskifahrern. Der White River, der als einer der besten Forellenfischereien der Welt gilt, bietet zusätzliche Angelmöglichkeiten und ist besonders bei Fliegenfischern beliebt.
Die umgebende Landschaft der Ozark Mountains bietet zudem zahlreiche Möglichkeiten für Outdoor-Aktivitäten. Wandern, Camping und Mountainbiking sind auf den vielen Trails möglich, die die Region durchziehen. Besonders hervorzuheben ist der David’s Trail, der für seine malerischen Routen und Zugänglichkeit bekannt ist.
Neben den natürlichen Attraktionen bietet Mountain Home auch eine Reihe von kulturellen und historischen Sehenswürdigkeiten. Die Donald W. Reynolds Library ist ein wichtiger kultureller Knotenpunkt in der Stadt, der nicht nur eine umfangreiche Buchsammlung bietet, sondern auch als Veranstaltungsort für verschiedene Gemeinschaftsaktivitäten dient. Die Rapp’s Barren Brewing Company ist ein weiteres Highlight, das Besuchern lokale Braukunst in einem historischen Setting bietet.
Mountain Home ist Gastgeber einer Vielzahl von Veranstaltungen und Festivals, die das ganze Jahr über stattfinden und eine breite Palette von Interessen abdecken. Von Musikfestivals bis hin zu Kunsthandwerksmessen ziehen diese Veranstaltungen Besucher an, die das lokale Flair und die Gastfreundschaft erleben möchten. Ein Beispiel ist die jährliche Baxter County Fair, die eine Mischung aus Unterhaltung, Wettbewerben und Ausstellungen bietet.
Die Stadt hat in eine solide Tourismusinfrastruktur investiert, um den Bedürfnissen der Besucher gerecht zu werden. Es gibt eine Vielzahl von Unterkünften, von Hotels bis zu gemütlichen Bed and Breakfasts, die den Charme der Region widerspiegeln. Restaurants bieten eine Mischung aus traditioneller südlicher Küche und modernen kulinarischen Erlebnissen.
Der Tourismus spielt eine wichtige Rolle in der Wirtschaft von Mountain Home. Er schafft Arbeitsplätze, generiert Einkommen und fördert das lokale Geschäftswachstum. Die Stadt hat erkannt, dass der Erhalt und die Förderung ihrer natürlichen und kulturellen Ressourcen wesentlich zur Aufrechterhaltung und Steigerung ihrer Attraktivität als Reiseziel sind.